# Лаккадівські острови
Лаккаді́вські острови́ (Лакшадві́п) — архіпелаг біля південно-західного берега півострова Індостан (за 320 км). Належить Індії — утворює окрему союзну територію Лакшадвіп. Острови розкинулися на території довжиною 200 км. Група з 36 атолів в Індійському океані, між Аравійським та Лаккадівським морем, 10 з яких заселені.
Загальна площа островів становить 28 км².
Населення становить 51 700 осіб (станом на 1991 рік; у 1941 році — 18,3 тис.).
Виробляється копра, кокосові волокна, ловлять рибу. Релігія — іслам.
Першим європейцем, що відвідав острови, був португалець Васко да Гама в 1499 році.
Острови належали Англії з 1877 року до одержання Індією незалежності і стали Союзною територією Республіки Індії в 1956 році. Раніше називалися Острови Лаккадіви, Мінікой і Аміндіви. У 1973 році були перейменовані на Лакшадвіп.